# Saint-Jean-sur-Tourbe

Saint-Jean-sur-Tourbe este o comună în departamentul Marne, Franța. În 2009 avea o populație de 108 de locuitori.